# Pongsatorn Sripinta
Fluke Natouch Siripongthon (ณธัช ศิริพงษ์ธร), noto anche con lo pseudonimo di Fluke (Lamphun, 1º giugno 1996), è un attore thailandese.

## Biografia
Il suo primo ruolo da protagonista lo ottiene nel film Grean Fictions, distribuito nel 2013. L'anno successivo recita in My Bromance, dove interpreta un ragazzo che si innamora del suo fratellastro, in coppia con Teerapat Lohanan. nel 2019 ottiene popolarità grazie alla serie televisiva  Until We Meet Again dove recita come attore principale nel ruolo di Pharm

## Filmografia

### Cinema
- Grean Fictions, regia di Chookiat Sakveerakul (2013)
- 3 A.M. 3D: Part 2, regia di Isara Nadee, Kirati Nakintanon, Kongkiat Khomsiri e Phutthiphong Saisrikaew (2014)
- My Bromance, regia di Nitchapoom Chaianun (2014)
- Feel Good, regia di Wutichai Jettrakulwit (2015)
- Khun nan Red wine in the dark Night, regia di Thanwarin Sukhaphisit (2015)
- Ghost Ship, regia di Achira Nokthet (2015)
- Thailand Only, regia di Isara Nadee (2017)
- My Bromance 2, regia di Nitchapoom Chaianun (pre-produzione, 2018)

### Cortometraggi
- Change Rak Mai Bplian (2013)
- Crazy Love Rak Bpuan Mor (2016)

### Televisione
- Rak + krian nakrian 4 phak - Part of Love - serie TV, 17 episodi (2015)
- Lol - The Series - serie TV (2015)
- Sai Lub Jub Abb - serie TV (2017)
- Sia Daai - serie TV (2017)
- Until We Meet Again, regia di New Siwaj serie TV (2019)